# Joseph-Marie Canivez
Pour les articles homonymes, voir Canivez.
Joseph-Marie Canivez (né Ovide Canivez), né le 20 novembre 1878 à Binche (Belgique) et décédé le 24 novembre 1952 à l'abbaye de Scourmont, près de Chimay (Belgique), est un moine cistercien-trappiste belge de l’abbaye de Scourmont, historien de l’Ordre de Cîteaux.

## Biographie
Issu d’une famille de cinq enfants dont le père est lunetier-opticien, Ovide (son nom de baptême) Canivez naît à Binche le 20 novembre 1878. La famille est profondément religieuse et le jeune Ovide fait ses études secondaires au petit-séminaire de Bonne-Espérance, un collège diocésain qui prépare les jeunes qui envisagent donner une orientation sacerdotale ou religieuse à leur vie. 
À 18 ans il entre au noviciat des jésuites à Arlon. Ce n’est pas sa voie, et un an et demi plus tard, il quitte le noviciat jésuite pour entrer dans la vie monastique, choisissant l’austère tradition des trappistes. En septembre 1899, il demande son admission à l’abbaye de Scourmont, mais fait son noviciat à l'abbaye de Citeaux qui reprenait vie. Devenu 'frère Joseph-Marie', il y prononce ses premiers vœux en avril 1902. L'année suivante il revient dans son abbaye de Scourmont.
Après une formation préparatoire au sacerdoce, il fait sa profession religieuse définitive le 25 avril 1905, et est ordonné prêtre par Mgr Walraven la même année, le 8 octobre, dans la cathédrale de Tournai, son diocèse d’origine. Quelques années plus tard, surmontant les hésitations de son conseil - l'Ordre trappiste est généralement peu favorable à des études intellectuelles poussées - l'abbé de Scourmont l'envoie à l'université du Latran, à Rome, d'où il sort en 1914 avec une licence en droit canon. 
De retour à Scourmont il exerce diverses fonctions au service de son abbaye, comme professeur de théologie, cérémoniaire (1908), maître des novices et Second chantre (de chœur). De 1924 à la fin de sa vie, il est le bibliothécaire de l’abbaye.
Concurremment il est engagé dans des travaux de recherches et une intense activité scientifique. À partir de 1927, Canivez travaille pour le ‘Dictionnaire d'histoire et de géographie ecclésiastiques, y contribuant 351 articles. En particulier, les notices sur Bernard de Clairvaux (longue de 34 colonnes) et sur l’abbaye de Cîteaux (45 colonnes) sont particulièrement riches et détaillées.
Son œuvre magistrale au service de l’ordre de Cîteaux - œuvre à laquelle son nom reste attaché - est l’édition en huit volumes des  Statuta capitulorum generalium ordinis Cisterciensis (Louvain, 1933-1941). Toutes les décisions et décrets des chapitres généraux de l'Ordre cistercien qui se sont tenus depuis la fondation de l'Ordre jusqu’à la révolution française, sont édités et rendus accessibles au public, avec un index. Canivez est également membre de la commission liturgique de l’Ordre. 
Joseph-Marie Canivez meurt le 24 novembre 1952 dans son abbaye de Scourmont, en Belgique.

## Œuvres
- Édition des Statuta Capitulorum generalium Ordinis Cisterciensis ab anno 1116 ad annum 1786,  8 volumes (avec index), Louvain, Revue d’histoire ecclésiastique, 1933 à 1941.
- 351 articles dans le ‘Dictionnaire d’histoire et géographie ecclésiastiques’
- L'ordre de Cîteaux en Belgique des origines (1132) au XXe siècle. Aperçu d’histoire monastique, Abbaye de Scourmont, Forges-lez-Chimay, 1926. (réimpression en 2002)
- Le rite cistercien, dans Ephemerides Liturgicae, vol. LXIII, 1949, pp.276-311.